# اینگر برگرن
اینگر برگرن (انگلیسی: Inger Berggren؛ زادهٔ ۲۳ فوریهٔ ۱۹۳۴ - درگذشته ۱۹ ژوئیه ۲۰۱۹) موسیقی‌دان اهل سوئد بود.
او نماینده سوئد در یوروویژن ۱۹۶۲ بود.